# Federación Mundial de la Copa de Atletismo de Fuerza
La Federación Mundial de la Copa de Atletismo de Fuerza (en inglés: World Strongman Cup Federation,  WSMCF) es una de las dos organizaciones oficiales que dirigen el atletismo de fuerza en el mundo.
Fue creada en 2005 cuando se dividieron entre los atletas de la Federación Internacional del Atletismo de Fuerza y los patrocinados por Met-Rx. Lo principal campeonato de esta federación es el Copa Mundial de Atletismo de Fuerza (World Strongman Cup).

## Atletas destacados
- Jarek Dymek
- Dominic Filiou
- Hugo Girard
- Terry Hollands
- Kevin Nee
- Dave Ostlund
- Glenn Ross
- Magnus Samuelsson
- Phil Pfister
- Mariusz Pudzianowski
- Raivis Vidzis
- Sebastian Wenta
- Žydrūnas Savickas